# Unione Cinque Città
L'Unione Cinque Città è un'unione di comuni del Lazio, in provincia di Frosinone, formata dai comuni di: Piedimonte San Germano, Aquino, Roccasecca, Villa Santa Lucia, Castrocielo e Colle San Magno.